# Perreux (Loire)
Perreux é uma comuna francesa na região administrativa de Auvérnia-Ródano-Alpes, no departamento de Loire. Estende-se por uma área de 41,35 km². Em 2010 a comuna tinha 2 290 habitantes (densidade: 55,4 hab./km²).